# Cratere Aida
Aida  è un cratere sulla superficie di Eros.